# نادي الجيل موسم 2018–19
موسم نادي الجيل 2018–19 من أفضل المواسم التي مر بها نادي الجيل في تاريخه، حيث شارك للمرة التاسعة في دوري الدرجة الأولى حيث حقق أفضل مركز في تاريخه في الدوري وهو المركز الخامس. شارك النادي خلال هذا الموسم في كأس خادم الحرمين الشريفين وحقق أفضل مركز في تاريخه في الكأس دور الربع النهائي.

## نظرة عامّة
| منافسة                            | بداية الجولة | نهائي المركز / الجولة | المباراة الأولى | المبارة الاخيرة |
| --------------------------------- | ------------ | --------------------- | --------------- | --------------- |
| دوري الأمير محمد بن سلمان 2018–19 | —            | المركز الخامس         | 28 أغسطس 2018   | 1 مايو 2019     |
| كأس خادم الحرمين الشريفين         | دور ال64     | دور الربع نهائي       | 20 نوفمبر 2018  | 2 مايو 2019     |

### ملخص النتائج
| شامل | شامل | شامل | شامل | شامل | شامل | شامل | شامل | على أرضه | على أرضه | على أرضه | على أرضه | على أرضه | على أرضه | خارج أرضه | خارج أرضه | خارج أرضه | خارج أرضه | خارج أرضه | خارج أرضه |
| لعب  | ف    | ت    | خ    | أ.ل  | أ.ع  | ف.أ  | ن    | ف        | ت        | خ        | أ.ل      | أ.ع      | ف.أ      | ف         | ت         | خ         | أ.ل       | أ.ع       | ف.أ       |
| ---- | ---- | ---- | ---- | ---- | ---- | ---- | ---- | -------- | -------- | -------- | -------- | -------- | -------- | --------- | --------- | --------- | --------- | --------- | --------- |
| 38   | 16   | 9    | 13   | 52   | 44   | +8   | 57   | 8        | 8        | 3        | 32       | 17       | +15      | 8         | 1         | 10        | 20        | 27        | −7        |

## الدوري

### معلومات عامّة
بداية الدوري
بدأ نادي الجيل موسمه الجديد في دوري الدرجة الأولى السعودي بشكلٍ متواضعٍ جدًا حيثُ تعادل في الجولة الافتتاحيّة في ملعب الأمير عبد الله بن جلوي بمدينة الأحساء في التاسع والعشرين من آب/أغسطس 2018 أمام نادي الخليج من دون أهداف، ثمّ تعرض للخسارة الأولى له في الدوري في الجولة الثانيّة أمام نادي ضمك في خميس مشيط في الرابع من أيلول/سبتمبر وهي الخسارة التي أثرت على معنويات ومردرد الفريق، فتكبّد خسارة قاسية هي الثانية تواليًا أمام نادي هجر بثلاثية نظيفة في مباراة ديربي قويّة شهدها ملعب الأمير عبد الله بن جلوي.
تمكّن الجيلُ أخيرًا من تحقيقِ أول فوزٍ له في الدوري وجاء على حسابِ نادي الكوكب في معقلِ هذا الأخير بمدينة السيح في منتصف شهر أيلول/سبتمبر بثنائيّة مقابل هدفٍ وحيد، ثمّ تفوق على نادي الطائي في الأحساء بهدفين نظيفين مواصلًا صحوتهُ المبكّرة، والتي استمرت حينما حقَّقَ انتصارًا هو الثالث له في الدوري – والثالث تواليًا – وجاء هذه المرة على نادي العين في ملعب الملك سعود بن عبد العزيز بمدينة الباحة في الثاني من تشرين الأول/أكتوبر.
توقّفت صحوة الفريق الأحسائي في الجولة السابعة حينما فرضَ عليه النادي الأحسائي الآخر العدالة تعادلًا سلبيًا في عُقر الدار وهي النتيجة التي أثرت على نادي الجيل فدخل بعدها في دوامةٍ من النتائج السلبيّة التي أفقدتهُ الكثير من النقاط وجعلتهُ يترنَّحُ في مراكز آخر الترتيب. البداية كانت من الجولة الثامنة حينما عاد من مدينة أبها بخسارةٍ بهدفٍ نظيفٍ أمام نادي أبها، ثم تلتها خسارةٌ أخرى في الجولة المواليّة أمام نادي الأنصار بثلاثيّة نظيفة وهي الخسارة الثانيّة تواليًا للفريق الأحسائي.
حاول الجيل تدراك الأمر والعودة بسرعة لسكّة الانتصارات لكنّه فشل في ذلك حيثُ تعرض لخسارةٍ أخرى في الجولة العاشرة هي الثالثة تواليًا والخامسة في الدوري وجاءت هذه المرة أمام نادي المجزل على أرضيّة ملعب الأمير عبد الله بن جلوي في الأحساء في آخر تشرين الأول/أكتوبر 2018، ثمّ نجح الجيل أخيرًا في كسرِ صيامه عن النتائج الإيجابيّة حينما عاد بانتصارٍ صعبٍ ومهمٍ من محافظة شقراء حينما عاد من هناك بنقاط المباراة الثلاث بعد فوزهِ على نادي الوشم بهدفٍ نظيف، قبل أن يُكمل مشواره في النتائج الطيّبة بانتصارٍ كبيرٍ في الجولة الثانيّة عشر على حسابِ نادي العروبة في الأحساء بثلاثيّة نظيفة مكّنتهُ من التقدم مركزين مع نهاية الفصل الأول من الدوري.
نجحَ الجيل إذن خلال 12 مقابلة لعبها في إطارِ مباريات النصف الأول من الدوري في الفوزِ خمس مرات وتعادل مرتين بينما خسر مراتٍ أيضًا ليجمع بذلك 17 نقطة من أصلِ 36 ممكنة.
منتصف الدوري
أكمل الجيل مستوياته الطيّبة في الدوري فتمكّن في الجولة الثالثة عشر من هزيمِة نادي الشعلة في عقر داره بالخرج بهدفينِ مقابل واحد، ثمّ كرر الانتصار في الجولة المواليّة حينما سحقَ نادي الجبلين في ملعب الأمير عبد الله بن جلوي بأربعة أهداف مقابل هدفٍ وحيدٍ، قبل أن يتعثر في الجولة الخامسة عشر أمام نادي جدة الذي تفوق عليه بثنائيّة في مدينة الملك عبد الله الرياضية كاسرًا بذلك سلسلة انتصارات الفريق التي دامت لأربع مبارياتٍ على التوالي.
استضافَ الجيل في الجولة السادسة عشر نادي النهضة الذي نجحَ في فرضِ تعادلٍ سلبيّ على الأول متقاسمًا معهُ نقاط المباراة، قبل أن يتعرض لخسارة قاسيّة أمام نادي النجوم في الأحساء بأربعة أهداف مقابل واحد وهو ما أثّر على معنويات الفريق بشكل كبير ليدخل في دوامةٍ من النتائج السلبيّة من جديد، حيثُ تعادل داخل الديار أمام نادي نجران بهدفينِ في كلّ شبكة في الجولة الثامنة عشر.
سافر الجيل نحو القيصومة وكله آمالٌ في العودة بنتيجة إيجابيّة تُعيده للأجواء لكنّه اصطدم بخصمٍ عنيدٍ هو نادي القيصومة الذي تمكّن في ملعب نادي الباطن من تسجيلِ ثنائيّة على الجيل، ثمّ تعرض لخسارةٍ أخرى هي الثانيّة تواليًا في سيهات أمام الخليج (1 – 2) في التاسع من كانون الثاني/يناير 2019. استضافَ الجيل خصمهُ ضمك في الأحساء في مباراةٍ قويّةٍ ومثيرة انتهت بالتعادل: ثلاثة مقابل ثلاثة ليُواصل النادي الأحسائي هدر النقاط داخل وخارج الديار ومُتراجعًا بشكل كبير في سلّم الترتيب.
نجحَ الجيلُ أخيرًا في تحقيقِ أول فوزٍ له في الدوري بعد سبع جولات من الخسائر والتعادلات حيثُ تمكّن في اللحظات الأخيرة من اقتناصِ النقاط الثلاث من أمام نادي هجر حينما تغلّب عليه بثلاثيّة مقابل هدفينِ في ملعب هجر الذي هو نفسهُ ملعب الجيل، وواصل هذا الأخير صحوته حينما هزمَ وبثنائيّة نادي الكوكب داخل الديار، لكنّ مستواه المتذبذب عاد للواجهة من جديدٍ بخسارةٍ مفاجئةٍ أمام الطائي في مدينة حائل بهدفٍ في نظيفٍ في المباراة التي شهدها ملعب الأمير عبد العزيز بن مساعد في الثالث عشر من شباط/فبراير 2018.
من أصل 12 مباراة لعبها، تمكّن الجيل من تحقيقِ الفوز في أربع مبارياتٍ بينما تعادل في ثلاث مباريات وخسر في خمسٍ أخرى جامعًا بذلك ما مجموعهُ 15 نقطة في حصيلةٍ أقلَّ بنقطتينِ من حصيلة بداية الدوري.
نهاية الدوري
استقبل الجيل في الجولة الخامسة والعشرين نادي العين في الأحساء فانتهت المباراة بالتعادل الإيجابي بهدفٍ في كلّ شبكة، ثمّ تعقدت الأمور أكثر حينما خسر الجيل مباراة الديربي أمام غريمهِ التقليدي العدالة بهدفٍ نظيفٍ. خسارةُ مباراة الديربي أعطت وعلى عكس المتوقع نوعًا من الحماس للاعبي الجيل الذي دخلوا في أجواء الدوري ولو بشكل متأخر فنجحَ الجيل في تحقيقِ فوزٍ مهمٍ في الجولة التاسعة والعشرين على حسابِ نادي المجزل في عقر داره بالمجمعة، ثمّ كرر نفس السيناريو حينما سحقَ نادي الوشم برباعيّة في الأحساء مواصلًا تضييع ما فاتهُ من النقاط.
سافر الجيل في الجولة الواحدة والثلاثين نحو مدينة سكاكا ونجح من هناك في العودة بالنقاط الثلاث حينما هزم العروبة بهدفينِ مقابل واحد، قبل أن يتعثر في الجولة المواليّة داخل الدار حينما تعادل إيجابيًا (1 – 1) أمام الشعلة، ثمّ عاد بنقطة تعادلٍ ثمينةٍ في السابع عشر من نيسان/أبريل 2019 بعد تعادلٍ إيجابيّ آخر (1 – 1) أمام نادي الجبلين هذه المرة في ملعب الأمير عبد العزيز بن مساعد في مدينة حائل.
سُرعان ما عاد نادي الجيل للأجواء فنجح في الجولة الرابعة والثلاثين في تحقيق فوزٍ كبيرٍ على نادي جدة في الأحساء بثلاثيّة نظيفة بعدما كان قد خسر معه ذهابًا، ثمّ حقّق فوزًا صعبًا ومثيرًا في آخر اللحظات من أمام نادي النهضة في الدمام بهدفٍ نظيفٍ، قبل أن يُحقّق فوزًا هو الثالث تواليًا وجاء هذه المرة بثلاثيّة نظيفة على نادي النجوم مُعوّضًا عن خسارة الذهاب بنفس النتيجة.
دخل الجيل في الأمتار الأخيرة من الدوري دخولًا سيئًا فبعدما كان قاب قوسين أو أدنى من تحقيقِ مركزٍ يُؤهّله للملحق أو حتى للصعودِ مباشرة لدوري المحترفين، ضيّع الجيل نقاط مباراة الجولة السابعة والثلاثين حينما تغلّب عليهِ نادي نجران بصعوبة بالغة بثلاثة أهداف مقابل اثنين في مباراةٍ مثيرة حُسمت حتى لحظاتها الأخيرة. خسارةُ تلك الجولة جعلت النادي الأحسائي يتراجعُ للمركز الخامس تاركًا المركز الرابع – المؤهِّل للملحق – لنادي الخليج، ومع ذلك فقد كان الجيل أمام فرصةٍ أخرى للتقدم في جدول الترتيب حينما استقبل في الجولة الأخيرة نادي القيصومة لكنّه أهدرها بعدما تعادل الفريقانِ بهدفٍ في كلّ شبكة ليبقَ الجيل لموسمٍ إضافيّ في دوري الدرجة الأولى بعدما كان قريبًا جدًا من الصعود لدوري الأضواء.

### قائمة المباريات
جدول الترتيب
قدَّم الجيلُ موسمًا جيدًا في الدوري، فمن أصل 38 مباراة لعبها تمكّن من تحقيقِ الفوز في ستّة عشر مناسبة بينما تعادل في تسع مناسباتٍ مقابل خسارته ثلاثة عشر مرة حاصدًا بذلك 57 نقطة. سجّل الجيل طوال جولات الدوري الثمانيّة والثلاثين ما مجموعهُ 52 هدفًا (بمعدل 1.36 في كلّ مباراة) بينما تلقّت شباكه 44 هدفًا (بمعدل 1.15 في كلّ مباراة) ليكون بذلك الفرقُ بين الأهداف المُسجَّلَة والمُسجَّلَة عليه + 8 أهداف. لقد اعتُبر هجوم نادي الجيل أقوى خطّ هجومٍ في الدوري مناصفةً مع نادي أبها (بطل الدوري) وضمك (وصيف الدوري) اللذان سجّلَا 52 هدفًا أيضًا في الموسم، في حين كان دفاع الجيل سيئًا ما حيثُ احتلَّ مرتبة متوسّطة في قائمة أقوى دفاعات الدوري.
حلَّ الجيل خلف نادي الخليج الذي جاء في المركز الرابع برصيدِ 60 نقطة بفارق ثلاث نقاطٍ فقط عن النادي الأحسائي وذلك بعد فوزهِ في خمسة عشر مقابلة وتعادله في مثلها. لقد نجحَ الخليج في افتكاكِ المركز الرابع من الجيل في آخر جولات الدوري مُحطّمًا بذلك آماله في الصعود لدوري المحترفين. في ذات السياق، حلَّ نادي العدالة وهو نادٍ ينشطُ في الأحساء أيضًا في المركز الثالث برصيدِ 63 نقطة (بفارق 3 نقاط عن الرابع و6 نقاط عن الخامس) ليضمن بذلك العودة رسميًا لدوري الأضواء. جاء في المقابل خلف نادي الجيل نادي الطائي الذي جمع هو الآخر 57 نقطة مناصفة مع الجيل مع تفوّق الأخير في المواجهات المباشرة بين الاثنين وفي فرق الأهداف.
| م  | الفريق            | لعب | ف  | ت  | خ  | أ.له | أ.ع | أ.ف | نقاط | الصعود، التأهل أو الهبوط                |
| -- | ----------------- | --- | -- | -- | -- | ---- | --- | --- | ---- | --------------------------------------- |
| 1  | نادي أبها (C, P)  | 38  | 19 | 12 | 7  | 52   | 38  | +14 | 69   | صعد إلى دوري المحترفين السعودي          |
| 2  | نادي ضمك (P)      | 38  | 16 | 16 | 6  | 52   | 31  | +21 | 64   | صعد إلى دوري المحترفين السعودي          |
| 3  | نادي العدالة (P)  | 38  | 18 | 9  | 11 | 49   | 39  | +10 | 63   | صعد إلى دوري المحترفين السعودي          |
| 4  | نادي الخليج (Q)   | 38  | 15 | 15 | 8  | 49   | 39  | +10 | 60   | تأهل إلى دوري المحترفين السعودي 2018–19 |
| 5  | نادي الجيل        | 38  | 16 | 9  | 13 | 52   | 44  | +8  | 57   |                                         |
| 6  | نادي الطائي       | 38  | 15 | 12 | 11 | 39   | 34  | +5  | 57   |                                         |
| 7  | نادي نجران        | 38  | 13 | 13 | 12 | 47   | 43  | +4  | 52   |                                         |
| 8  | نادي جدة          | 38  | 11 | 17 | 10 | 46   | 43  | +3  | 50   |                                         |
| 9  | نادي النجوم       | 38  | 11 | 17 | 10 | 46   | 44  | +2  | 50   |                                         |
| 10 | نادي النهضة       | 38  | 14 | 7  | 17 | 41   | 42  | −1  | 49   |                                         |
| 11 | نادي العين        | 38  | 12 | 13 | 13 | 43   | 45  | −2  | 49   |                                         |
| 12 | نادي الشعلة       | 38  | 13 | 9  | 16 | 42   | 46  | −4  | 48   |                                         |
| 13 | نادي الكوكب       | 38  | 13 | 9  | 16 | 45   | 52  | −7  | 48   |                                         |
| 14 | نادي المجزل       | 38  | 12 | 12 | 14 | 41   | 45  | −4  | 48   |                                         |
| 15 | نادي الجبلين      | 38  | 11 | 15 | 12 | 35   | 40  | −5  | 48   |                                         |
| 16 | نادي الأنصار      | 38  | 12 | 11 | 15 | 39   | 41  | −2  | 47   |                                         |
| 17 | نادي القيصومة (R) | 38  | 13 | 8  | 17 | 46   | 53  | −7  | 47   | هبط إلى دوري الدرجة الثانية السعودي     |
| 18 | نادي هجر (R)      | 38  | 11 | 14 | 13 | 39   | 42  | −3  | 47   | هبط إلى دوري الدرجة الثانية السعودي     |
| 19 | نادي الوشم (R)    | 38  | 12 | 7  | 19 | 35   | 51  | −16 | 43   | هبط إلى دوري الدرجة الثانية السعودي     |
| 20 | نادي العروبة (R)  | 38  | 5  | 11 | 22 | 37   | 63  | −26 | 26   | هبط إلى دوري الدرجة الثانية السعودي     |

قائمة المباريات
هذه قائمة مباريات نادي الجيل في دوري الدرجة الأولى السعودي موسم 2018–19:
| 29 أغسطس 2018 1 | الجيل | 0 – 0 | الخليج | الأحساء                              |
| 14:00           |       |       |        | الملعب: ملعب الأمير عبد الله بن جلوي |

| 04 سبتمبر 2018 2 | ضمك | 1 – 0 | الجيل | خميس مشيط                                         |
| 16:00            |     |       |       | الملعب: مدينة الأمير سلطان بن عبد العزيز الرياضية |

| 11 سبتمبر 2018 3 | الجيل | 0 – 3 | هجر | الأحساء                              |
| 15:00            |       |       |     | الملعب: ملعب الأمير عبد الله بن جلوي |

| 18 سبتمبر 2018 4 | الكوكب | 1 – 2 | الجيل | السيح                    |
| 16:00            |        |       |       | الملعب: ملعب نادي الكوكب |

| 25 سبتمبر 2018 5 | الجيل | 2 – 0 | الطائي | الأحساء                              |
| 15:30            |       |       |        | الملعب: ملعب الأمير عبد الله بن جلوي |

| 02 أكتوبر 2018 6 | العين | 1 – 3 | الجيل | الباحة                                |
| 13:45            |       |       |       | الملعب: ملعب الملك سعود بن عبد العزيز |

| 10 أكتوبر 2018 7 | الجيل | 0 – 0 | العدالة | الأحساء                              |
| 18:00            |       |       |         | الملعب: ملعب الأمير عبد الله بن جلوي |

| 17 أكتوبر 2018 8 | أبها | 1 – 0 | الجيل | أبها                                    |
| 17:40            |      |       |       | الملعب: ملعب الأمير سلطان بن عبد العزيز |

| 24 أكتوبر 2018 9 | الأنصار | 3 – 0 | الجيل | المدينة المنورة                        |
| 19:40            |         |       |       | الملعب: ملعب الأمير محمد بن عبد العزيز |

| 31 أكتوبر 2018 10 | الجيل | 1 – 3 | المجزل | المجمعة                        |
| 16:40             |       |       |        | الملعب: مدينة المجمعة الرياضية |

| 06 نوفمبر 2018 11 | الوشم | 0 – 1 | الجيل | شقراء                   |
| 18:00             |       |       |       | الملعب: ملعب نادي الوشم |

| 12 نوفمبر 2018 12 | الجيل | 3 – 0 | العروبة | الأحساء                              |
| 14:00             |       |       |         | الملعب: ملعب الأمير عبد الله بن جلوي |

| 21 نوفمبر 2018 13 | الشعلة | 1 – 2 | الجيل | الخرج                    |
| 19:00             |        |       |       | الملعب: ملعب نادي الشعلة |

| 28 نوفمبر 2018 14 | الجيل | 4 – 1 | الجبلين | الأحساء                              |
| 18:00             |       |       |         | الملعب: ملعب الأمير عبد الله بن جلوي |

| 05 ديسمبر 2018 15 | جدة | 2 – 0 | الجيل | جدة                                   |
| 16:30             |     |       |       | الملعب: مدينة الملك عبد الله الرياضية |

| 11 ديسمبر 2018 16 | الجيل | 0 – 0 | النهضة | الأحساء                              |
| 16:45             |       |       |        | الملعب: ملعب الأمير عبد الله بن جلوي |

| 19 ديسمبر 2018 17 | النجوم | 4 – 1 | الجيل | الأحساء                              |
| 13:00             |        |       |       | الملعب: ملعب الأمير عبد الله بن جلوي |

| 25 ديسمبر 2018 18 | الجيل | 2 – 2 | نجران | الأحساء                              |
| 16:40             |       |       |       | الملعب: ملعب الأمير عبد الله بن جلوي |

| 30 ديسمبر 2018 19 | القيصومة | 2 – 0 | الجيل | القيصومة                 |
| 16:35             |          |       |       | الملعب: ملعب نادي الباطن |

| 09 يناير 2019 20 | الخليج | 2 – 1 | الجيل | سيهات                    |
| 16:00            |        |       |       | الملعب: ملعب نادي الخليج |

| 20 يناير 2019 21 | الجيل | 3 – 3 | ضمك | الأحساء                              |
| 17:00            |       |       |     | الملعب: ملعب الأمير عبد الله بن جلوي |

| 26 يناير 2019 22 | هجر | 2 – 3 | الجيل | الأحساء                              |
| 15:00            |     |       |       | الملعب: ملعب الأمير عبد الله بن جلوي |

| 05 فبراير 2019 23 | الجيل | 2 – 0 | الكوكب | الأحساء                              |
| 14:00             |       |       |        | الملعب: ملعب الأمير عبد الله بن جلوي |

| 13 فبراير 2018 24 | الطائي | 1 – 0 | الجيل | حائل                                    |
| 15:25             |        |       |       | الملعب: ملعب الأمير عبد العزيز بن مساعد |

| 19 فبراير 2019 25 | الجيل | 1 – 1 | العين | الأحساء                              |
| 14:30             |       |       |       | الملعب: ملعب الأمير عبد الله بن جلوي |

| 27 فبراير 2019 26 | العدالة | 1 – 0 | الجيل | الأحساء                              |
| 13:45             |         |       |       | الملعب: ملعب الأمير عبد الله بن جلوي |

| 04 مارس 2019 27 | الجيل | 1 – 0 | أبها | الأحساء                              |
| 17:00           |       |       |      | الملعب: ملعب الأمير عبد الله بن جلوي |

| 13 مارس 2019 28 | الجيل | 0 – 1 | الأنصار | الأحساء                              |
| 16:40           |       |       |         | الملعب: ملعب الأمير عبد الله بن جلوي |

| 20 مارس 2019 29 | المجزل | 0 – 2 | الجيل | المجمعة                        |
| 16:00           |        |       |       | الملعب: مدينة المجمعة الرياضية |

| 26 مارس 2019 30 | الجيل | 4 – 1 | الوشم | ملعب الأمير عبد الله بن جلوي         |
| 15:00           |       |       |       | الملعب: ملعب الأمير عبد الله بن جلوي |

| 05 أبريل 2019 31 | العروبة | 1 – 2 | الجيل | سكاكا                     |
| 19:25            |         |       |       | الملعب: ملعب نادي العروبة |

| 10 أبريل 2019 32 | الجيل | 1 – 1 | الشعلة | الأحساء                              |
| 18:40            |       |       |        | الملعب: ملعب الأمير عبد الله بن جلوي |

| 17 أبريل 2019 33 | الجبلين | 1 – 1 | الجيل | حائل                                    |
| 13:55            |         |       |       | الملعب: ملعب الأمير عبد العزيز بن مساعد |

| 24 أبريل 2019 34 | الجيل | 3 – 0 | جدة | الأحساء                              |
| 18:00            |       |       |     | الملعب: ملعب الأمير عبد الله بن جلوي |

| 01 مايو 2019 35 | النهضة | 0 – 1 | الجيل | الدمام                          |
| 16:55           |        |       |       | الملعب: ملعب الأمير محمد بن فهد |

| 06 مايو 2019 36 | الجيل | 3 – 0 | النجوم | الأحساء                              |
| 19:40           |       |       |        | الملعب: ملعب الأمير عبد الله بن جلوي |

| 10 مايو 2019 37 | نجران | 3 – 2 | الجيل | نجران                    |
| 15:45           |       |       |       | الملعب: ملعب جامعة نجران |

| 15 مايو 2019 38 | الجيل | 1 – 1 | القيصومة | الأحساء                              |
| 14:00           |       |       |          | الملعب: ملعب الأمير عبد الله بن جلوي |

### إحصائيات
- سجّل الجيل 52 هدفًا (بمعدل 1.36 في كلّ مباراة) بينما تلقّت شباكه 44 هدفًا (بمعدل 1.15 في كل مباراة).
  - سجّل الجيل 32 هدفًا في المباريات التي خاضها على أرضيّة ملعبه بينما تلقَّى 17 هدفًا.
  - سجّل الجيل 20 هدفًا خارج دياره وتلقَّى في مقابل ذلك 27 هدفًا.
- خسر الجيل ثلاث مبارياتٍ على التوالي وذلك من الجولة الثامنة حتى الجولة العاشرة.
  - حقَّقَ الجيل أربع انتصاراتٍ على التوالي وذلك من الجولة الحادية عشر حتى الجولة الرابعة عشر.
- أكبر انتصارٍ حقّقه نادي الجيل في الموسم الكرويّ 2018–19 كان داخل ميدانهِ على حسابِ نادي الجبلين بأربعة أهداف مقابل واحد في الجولة الرابعة عشر وهي ذاتُ النتيجة التي فاز بها الفريق الأحسائي على نادي الوشم في الجولة الثلاثين.
  - أكبر خسارةٍ تعرض لها النادي الأحسائي كانت في الجولة السابعة عشر حينما سُحق في الأحساء على يدِ غريمه التقليدي النجوم بأربعة أهدافٍ مقابل هدفٍ وحيدٍ.

## كأس الملك

### معلومات عامّة
قدم نادي الجيل أحد أفضل مواسمه على الإطلاق في منافسة كأس الملك حيثُ نجحَ في الوصول لربع النهائي للمرة الأولى في تاريخه. البداية كانت من الدور الأول (دور الـ 64 هذه المرة) في الثالث من كانون الثاني/يناير 2019 حينما حلَّ نادي الجيل ضيفًا ثقيلًا على نادي الكوكب في معقلِ هذا الأخير بمحافظة الخرج فتمكّن من تحقيق الفوز عليه بركلات الترجيح بعد انتهاء الوقت الرسميّ للمباراة بالتعادل الإيجابي بهدفٍ في كلّ شبكة. تأهل النادي الأحسائي للدور الثاني وهناك قابل نادي الحزم في مباراةٍ كان مرشحها الأقوى هذا الأخير لكنّ الجيل خلق بل صنع المفاجأة حينما تمكّن من التغلب عليهِ ولو بصعوبة (0 – 1) في المباراة التي شهد أطوارها ملعب نادي الحزم بمحافظة الرس في السابع من كانون الثاني/يناير 2019.
تأهُّل الجيل هذه المرة جعله يُلاقي نادي أبها في الدور الثالث (دور الـ 16)، ومع أنّ كل الترشيحات كانت تصبُّ في مصلحة النادي الأبهاوي إلّا أن الجيل خالف التوقعات من جديد حينما تفوّق فوق أرضيّة ميدانهِ على أبها بهدفٍ نظيفٍ في المباراة التي استضافها ملعب الأمير عبد الله بن جلوي بمدينة الأحساء في الثاني والعشرين من كانون الثاني/يناير 2019. وصل الجيلُ بذلك لربع نهائي المنافسة، حيثُ سافر إلى العاصِمة السعوديّة الرياض لمواجهة أحد أبرز المرشحين لنيلِ اللقب نادي النصر الذي تمكّن فعلًا من اكتساحِ النادي القادم من الأحساء برباعيّة نظيفة في ملعب الملك فهد الدولي مُنهيًا بذلك مشوار نادي الجيل الجيد في المنافسة.

### قائمة المباريات
| 03 يناير 2019 دور الـ 64 | الكوكب | 1 – 1 1 – 2 | الجيل | الخرج                    |
|                          |        |             |       | الملعب: ملعب نادي الكوكب |

| 07 يناير 2019 دور الـ 32 | الحزم | 0 – 1 | الجيل | الرس                    |
|                          |       |       |       | الملعب: ملعب نادي الحزم |

| 22 يناير 2019 دور الـ 16 | الجيل | 1 – 0 | أبها | الأحساء                              |
|                          |       |       |      | الملعب: ملعب الأمير عبد الله بن جلوي |

| 01 أبريل 2019 ربع النهائي | النصر | 0 – 4 | الجيل | الرياض                        |
|                           |       |       |       | الملعب: ملعب الملك فهد الدولي |

### إحصائيات
- خاض الجيل أربع مبارياتٍ في منافسة كأس الملك، حيثُ نجحَ في الفوز في ثلاث مبارياتٍ بينما خسر واحدة.
  - سجَّل الجيل ما مجموعهُ ثلاثة أهدافٍ في المباريات الأربع التي لعبها، بينما اهتزّت شباكه خمس مراتٍ، أربعة منها في المباراة الأخيرة التي خسرها أمام نادي النصر.